# Archaeophylax canarus
Archaeophylax canarus is een schietmot uit de familie Limnephilidae. De soort komt voor in het Australaziatisch gebied.